# 1843 en science
| Années de la science : 1840 - 1841 - 1842 - 1843 - 1844 - 1845 - 1846    |
| Décennies de la science : 1810 - 1820 - 1830 - 1840 - 1850 - 1860 - 1870 |

Cet article présente les faits marquants de l'année 1843 en science.

## Événements

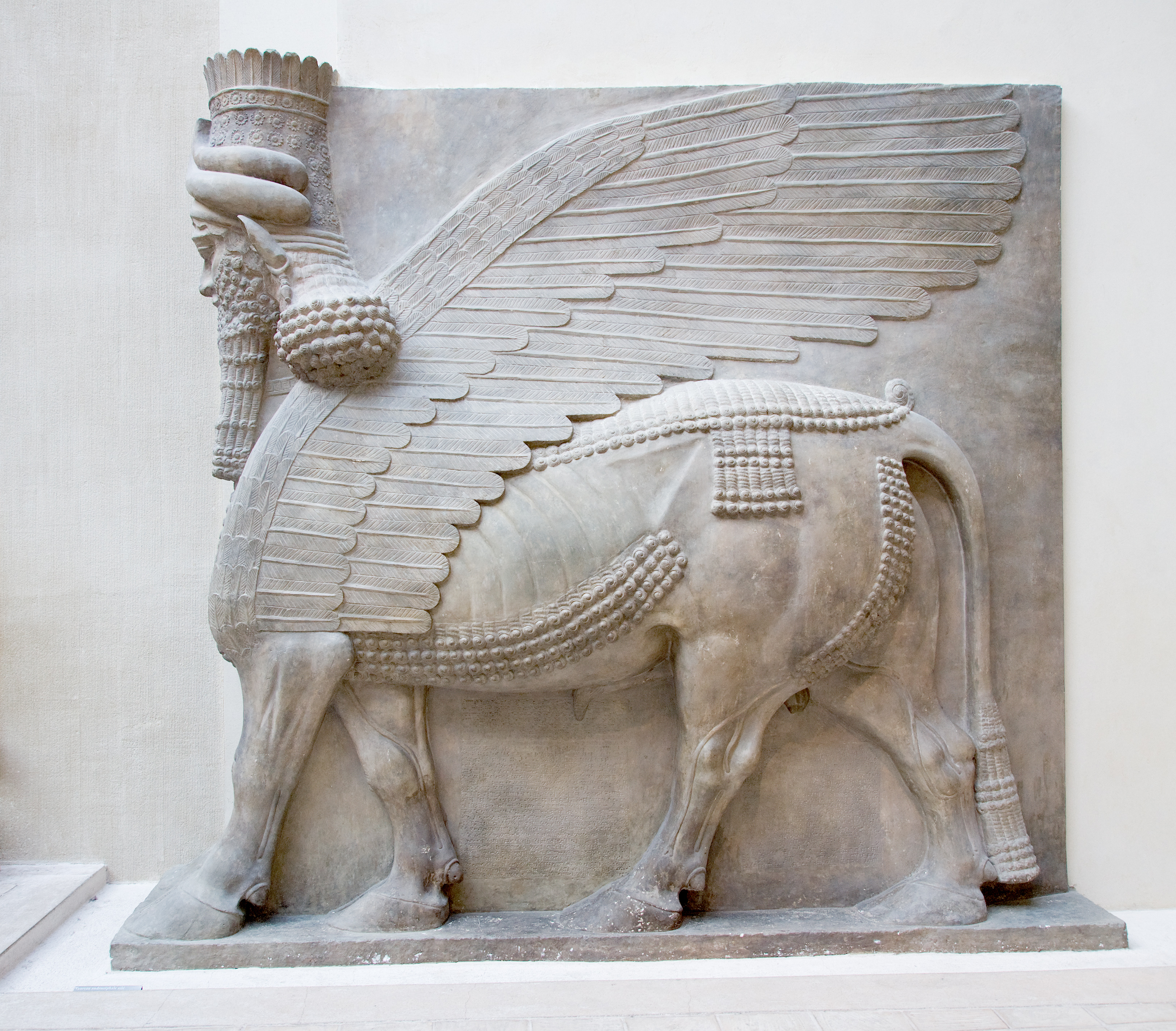
Taureau androcéphale ailé (Shedu) de Khorsabad, trouvé durant les fouilles de Paul-Emile Botta.

- 5 février : apparition dans le ciel de la Grande comète de 1843. Elle atteint son périhélie le 27 février[1].
- 20 mars : le diplomate et archéologue français Paul Émile Botta, consul de France à Mossoul, à la recherche des ruines de Ninive, abandonne ses fouilles sur le tell de Kuyunjik et découvre les ruines du palais du roi d'Assyrie Sargon II à Dur-Sharrukin[2].

- Mars : maximum de luminosité de l'éruption d'Êta de la Carène[3].

- 18 août : le chimiste suédois Carl Mosander annonce lors de la réunion de la section Chimie de la British Association for the Advancement of Science à Cork sa découverte des éléments chimiques terbium et erbium[4].

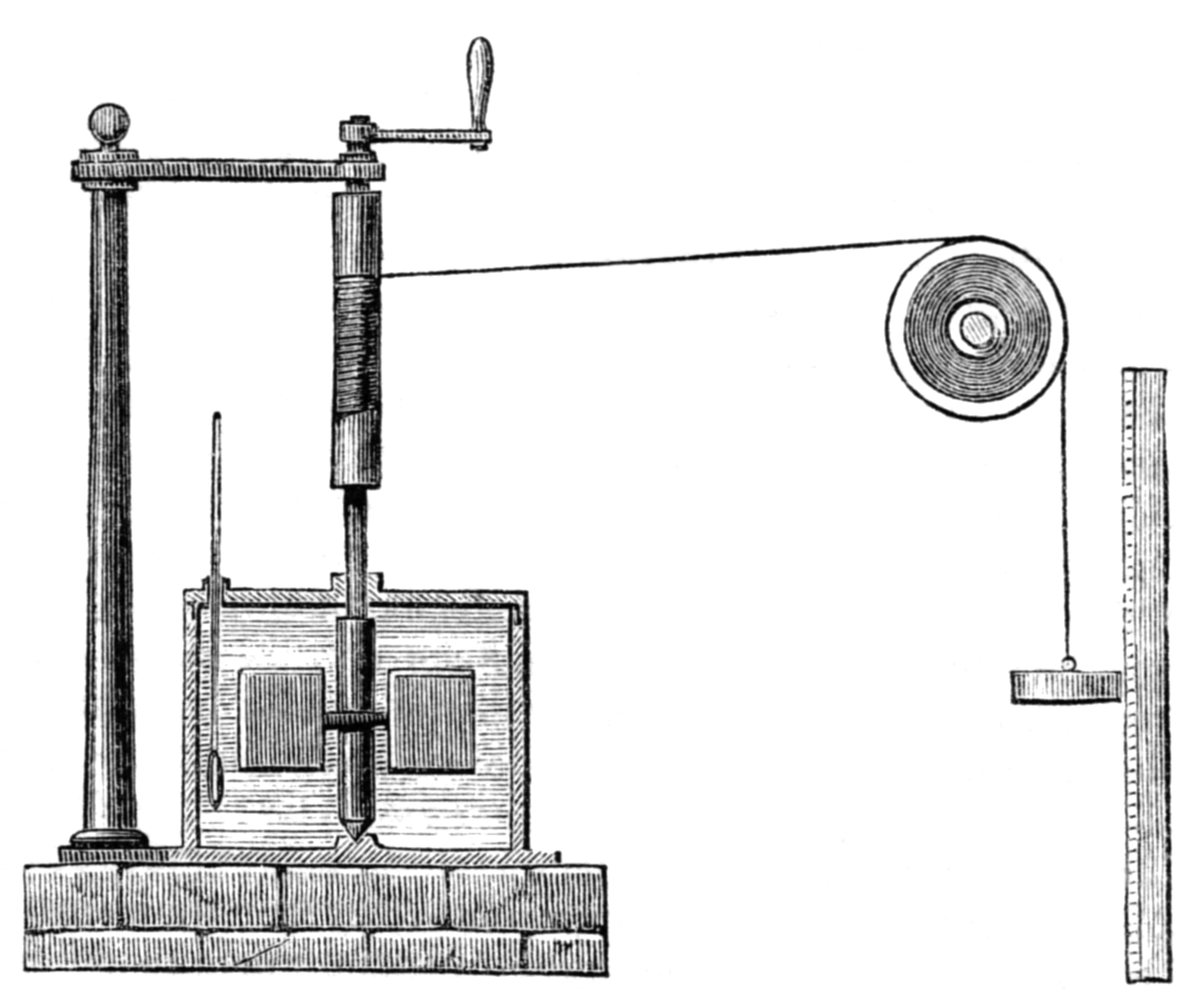
L'appareil de Joule permettant de mesurer l'équivalent mécanique de la chaleur.

- 21 août : le physicien britannique James Prescott Joule présente lors de la réunion de la section Chimie de la British Association for the Advancement of Science à Cork sa découverte expérimentale de l'équivalent mécanique de la chaleur[5].

- 4 septembre : Joseph Liouville présente à l'Académie des sciences les travaux d'Évariste Galois. La théorie de Galois entre in extremis dans la postérité[6].

- Septembre : publication dans les Scientific Memoirs de Richard Taylor de la traduction en anglais par la mathématicienne britannique Ada Lovelace d'un article de Louis-Frédéric Ménabréa sur la machine analytique de Charles Babbage. Il est accompagné de notes, dont un algorithme pour calculer une séquence de nombres de Bernoulli, considéré comme le premier programme informatique au monde[7].
- 16 octobre : le mathématicien irlandais William Rowan Hamilton découvre le corps des quaternions[8].

- L'astronome allemand Heinrich Schwabe découvre le cycle des taches solaires[9].

- Arthur Cayley publie un des articles fondateurs de la théorie de l'algèbre linéaire : Chapitres sur la géométrie analytique à n dimensions  dans le Cambridge Mathematical Journal[10].

### Technologie

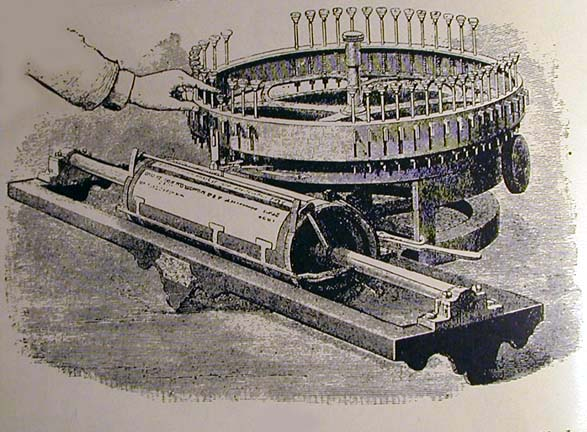
La machine à écrire de Charles Thurber.

- 25 mars : inauguration du tunnel sous la Tamise construit sous la direction de Marc Isambart Brunel[11].
- 19 juillet : lancement du Great Britain, le premier navire transatlantique à coque en fer et à hélice[12].
- 26 août : le britannique Charles Thurber dépose un brevet pour une machine à écrire[13].
- Août : Friedrich Gottlob Keller et Heinrich Voelter (en) obtiennent un brevet en Saxe pour l'invention de la pâte à papier produite à partir de bois[14].

- 21 novembre : Thomas Hancock dépose une demande de brevet concernant la vulcanisation du caoutchouc[15].

## Publications
- Anna Atkins : British Algae : Cyanotype Impressions, premier ouvrage publié à utiliser des photogrammes réalisés par cyanotype.

## Prix
- Médailles de la Royal Society
  - Médaille Copley : Jean-Baptiste Dumas
  - Médaille royale : Charles Wheatstone, James David Forbes

- Médailles de la Geological Society of London
  - Médaille Wollaston : Jean-Baptiste Élie de Beaumont et Pierre-Armand Dufrénoy

- Académie des sciences
  - Grand prix de mathématiques (remis en 1846!) : Peter Andreas Hansen (observatoire de Seeberg) pour ses améliorations au calcul des perturbations

## Naissances

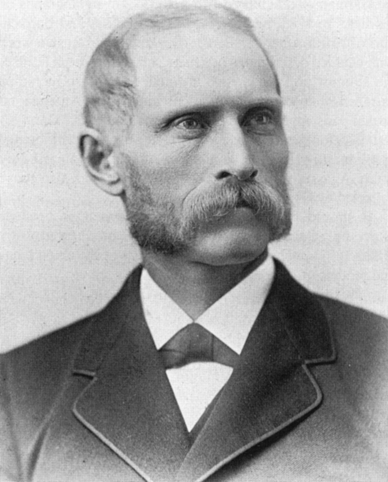
Samuel Garman

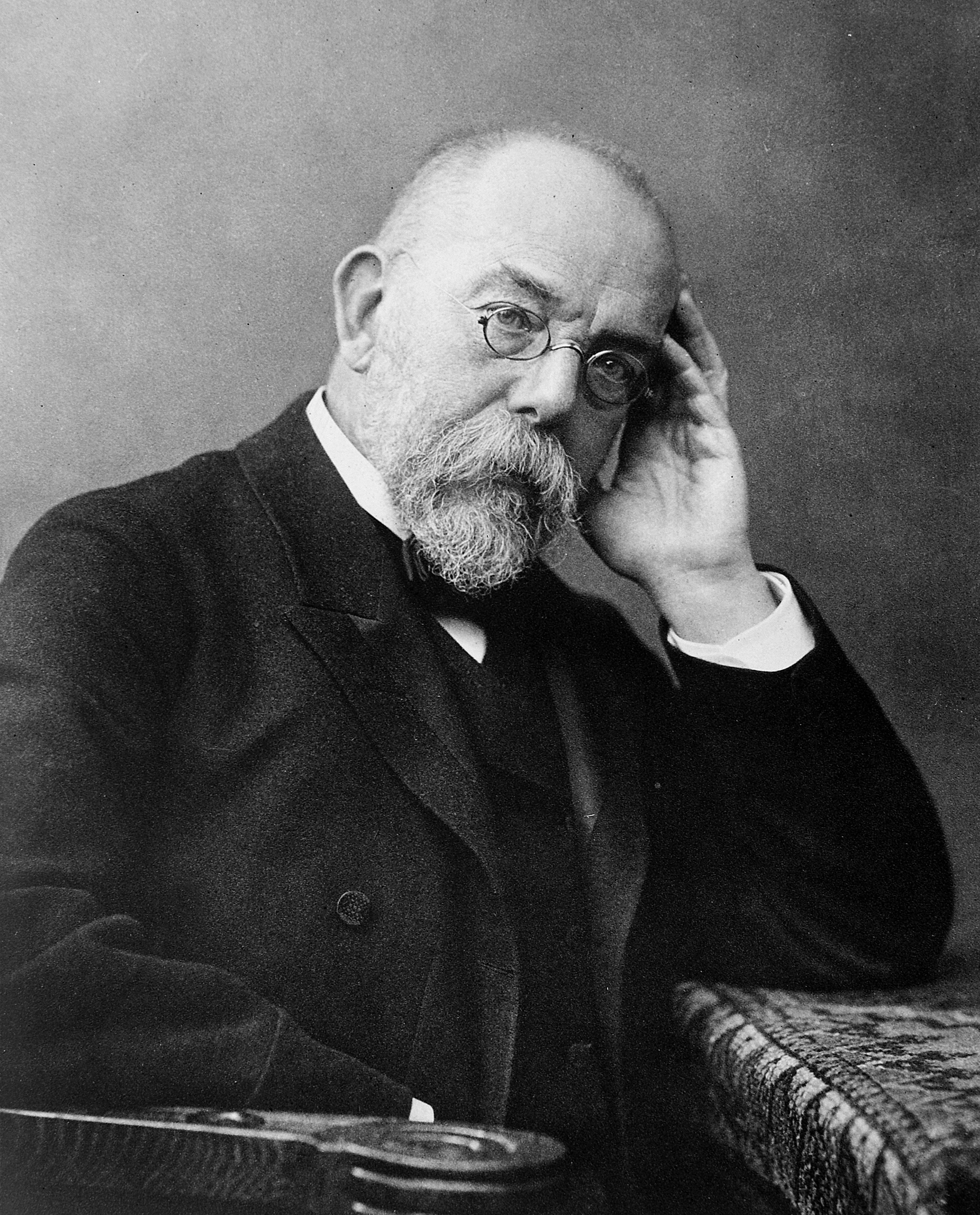
Robert Koch

- 13 janvier : Ernest Chantre (mort en 1924), archéologue et anthropologue français.
- 20 janvier : Giulio Ascoli (mort en 1896), mathématicien italien.
- 25 janvier : Hermann Amandus Schwarz (mort en 1921), mathématicien allemand.

- 18 février : Sidney Irving Smith (mort en 1926), zoologiste américain.

- 4 mars : Victor Schlegel (mort en 1905), mathématicien allemand.
- 12 mars : Gabriel Tarde (mort en 1904), psychologue et sociologue.
- 20 mars : Émile Masqueray (mort en 1894), anthropologue, ethnologue, linguiste et écrivain français.

- 7 avril : Ernest Munier-Chalmas (mort en 1903), géologue français.

- 4 mai : Eugène Revillout (mort en 1913), égyptologue français.
- 6 mai : Grove Karl Gilbert (mort en 1918), géologue américain.
- 13 mai : Henri Filhol (mort en 1902), paléontologue, spéléologue et zoologiste français.
- 29 mai : Patrick Craigie (mort en 1930), statisticien britannique.

- 4 juin : Charles Conrad Abbott (mort en 1919), archéologue et naturaliste américain.
- 5 juin : Samuel Garman (mort en 1927), zoologiste américain.
- 9 juin : Wilhelm Dames (mort en 1898), paléontologue et géologue allemand.
- 12 juin : David Gill (mort en 1914), astronome écossais.
- 23 juin : John Gregory Bourke (morte en 1896), officier et ethnographe américain.

- 14 juillet : Valentine Ball (mort en 1894), géologue et ornithologue irlandais.
- 18 juillet : Stanislas Meunier (mort en 1925), géologue, minéralogiste, journaliste et scientifique français.
- 24 juillet : William de Wiveleslie Abney (mort en 1920), astronome, chimiste et photographe britannique.
- 31 juillet : Friedrich Robert Helmert (mort en 1917), statisticien et géodésien allemand.

- 11 août : Enrico D'Ovidio (mort en 1933), mathématicien et homme politique italien.
- 15 août : Charles Immanuel Forsyth Major (mort en 1923), paléontologue et zoologiste suisse.
- 27 août : Dmitri Nikolaïevitch Anoutchine (mort en 1923), anthropologue, ethnographe, archéologue et géographe russe.
- 30 août : Carl Theodor Albrecht (mort en 1915), astronome allemand.

- 9 septembre : Oscar Montelius (mort en 1921), archéologue suédois.
- 27 septembre : Gaston Tarry (mort en 1913), mathématicien français.

- 20 octobre : Alfred Ditte (mort en 1908), chimiste français.

- 8 novembre : Moritz Pasch (mort en 1930), mathématicien allemand.
- 21 novembre : Gaston Tissandier (mort en 1899), scientifique et aérostier français.

- 11 décembre : Robert Koch (mort en 1910), médecin allemand.

## Décès
- 10 janvier : Louis Puissant (né en 1769), ingénieur géographe et mathématicien français.
- 29 janvier : Jean-Louis-Alexandre Herrenschneider (né en 1760), mathématicien, physicien, astronome et météorologue français.

- 3 avril : Matthias Joseph Anker (né en 1772), géologue et minéralogiste autrichien.
- 28 avril : William Wallace (né en 1768), mathématicien écossais.

- 24 mai : Sylvestre-François Lacroix (né en 1765), mathématicien français.

- 4 juin : Ippolito Rosellini (né en 1800), égyptologue italien.
- 7 juin : Alexis Bouvard (né en 1767), astronome français.
- 17 juin : Johann Natterer (né en 1787), naturaliste autrichien.

- 2 juillet : Samuel Hahnemann (né en 1755), médecin allemand, inventeur de l'homéopathie.
- 25 juillet : Charles Macintosh (né en 1766), inventeur et chimiste écossais.

- 10 août : Robert Adrain (né en 1775), mathématicien américain.

- 11 septembre : Joseph Nicollet (né en 1786), mathématicien et géographe français.
- 19 septembre : Gaspard-Gustave Coriolis (né en 1792), mathématicien et ingénieur français.
- 30 septembre :
  - William Allen (né en 1770), scientifique et philanthrope anglais.
  - Richard Harlan (né en 1796), médecin, zoologiste et paléontologue américain.
- 4 décembre : Émile Puillon Boblaye (né en 1792), militaire, géographe et géologue français.
- 14 décembre : John Claudius Loudon (né en 1783), botaniste écossais.
- 27 décembre : Christophe-Joseph-Alexandre Mathieu de Dombasle (né en 1777), agronome français.